# Halysidota rusca
Halysidota rusca är en fjärilsart som beskrevs av William Schaus 1896. Halysidota rusca ingår i släktet Halysidota och familjen björnspinnare. Inga underarter finns listade i Catalogue of Life.